# NGC 3039
NGC 3039 في الفهرس العام الجديد، هي مجرة، تقع في كوكبة السدس. اكتشفت في 22 يناير 1865 بواسطة ألبرت مارث.

## روابط خارجية
- NGC 3039 على موقع ويكي سكاي: DSS2, SDSS, GALEX, IRAS, Hydrogen α, X-Ray, Astrophoto, Sky Map, Articles and images